# Lista monumentelor istorice din județul Prahova - H

Simbol utilizat pentru monumentele istorice

Lista monumentelor istorice din județul Prahova - H cuprinde monumentele istorice înscrise în Patrimoniul cultural național al României și aflate în localități din județul Prahova al căror nume începe cu litera H. 
Lista completă este menținută și actualizată periodic de către Ministerul Culturii, Cultelor și Patrimoniului Național din România, prin intermediul Institutului Național al Patrimoniului, ultima versiune datând din 2015. Această listă cuprinde și actualizările ulterioare, realizate prin ordin al ministrului culturii.
Puteți căuta un monument din județul Prahova folosind formularul de mai jos sau puteți naviga prin toate monumentele din județ la lista monumentelor istorice din județul Prahova.
| Cod LMI                          | Denumire                               | Localitate                      | Localizare                                                                             | Datare, Creatori                  | Imagine               | Erori             |
| -------------------------------- | -------------------------------------- | ------------------------------- | -------------------------------------------------------------------------------------- | --------------------------------- | --------------------- | ----------------- |
| PH-I-m-B-16183 (RAN: 133063.01)  | Așezare                                | sat Hătcărău; comuna Drăgănești | Pe drumul spre satul Tufani, pe terasa de pe malul stâng al râului Prahova până la pod | sec. VIII - X                     | Încarcă foto \| video | Raportează eroare |
| PH-II-m-B-16509                  | Casa Anghel Ciocea                     | sat Homorâciu; comuna Izvoarele | 611                                                                                    | sf. sec. XIX                      | Încarcă foto \| video | Raportează eroare |
| PH-II-m-B-16510                  | Casa Alexandru Ciurilă                 | sat Homorâciu; comuna Izvoarele | 65                                                                                     | sf. sec. XIX                      | Încarcă foto \| video | Raportează eroare |
| PH-II-m-B-16511                  | Casa Gheorghe O. Ene                   | sat Homorâciu; comuna Izvoarele | 126                                                                                    | sf. sec. XIX                      | Încarcă foto \| video | Raportează eroare |
| PH-II-m-B-16512                  | Casa Dumitru Ionescu, azi Muzeu Sătesc | sat Homorâciu; comuna Izvoarele | 158                                                                                    | prima jum. sec. XIX               | Încarcă foto \| video | Raportează eroare |
| PH-II-m-A-16513 (RAN: 133839.01) | Biserica „Adormirea Maicii Domnului”   | sat Homorâciu; comuna Izvoarele | 181                                                                                    | 1743 - 1744, 1877-abside laterale | Încarcă foto \| video | Raportează eroare |